# Áreas protegidas de Senegal

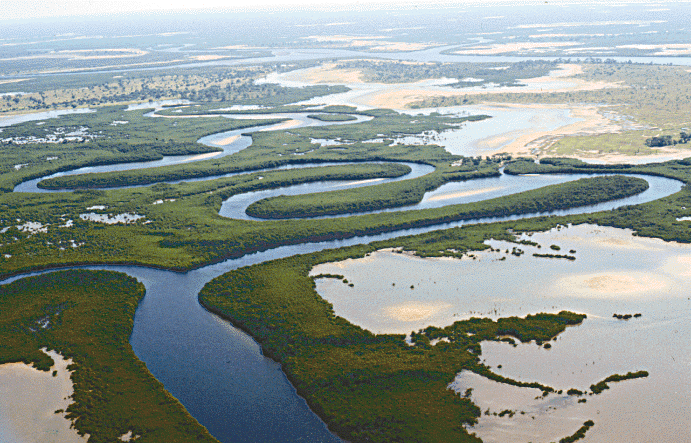
Delta del río Salum

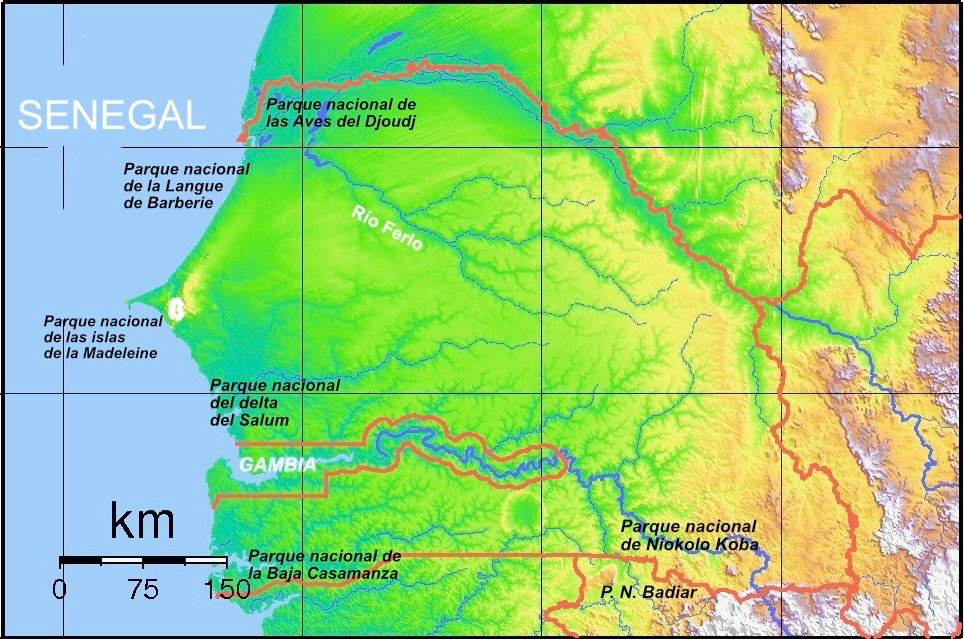
Parques nacionales de Senegal

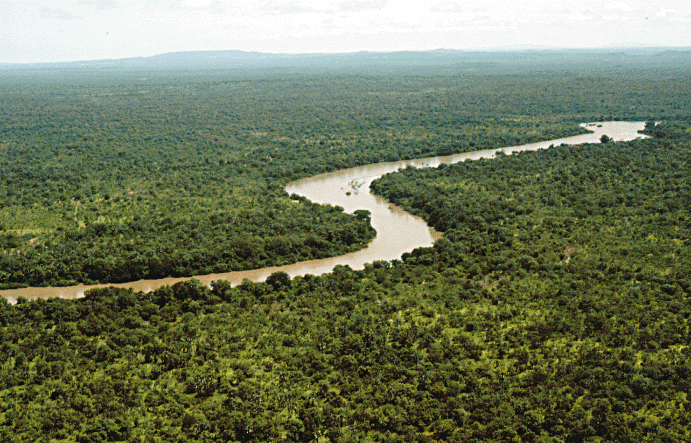
Río Gambia en el parque nacional Niokolo-Koba

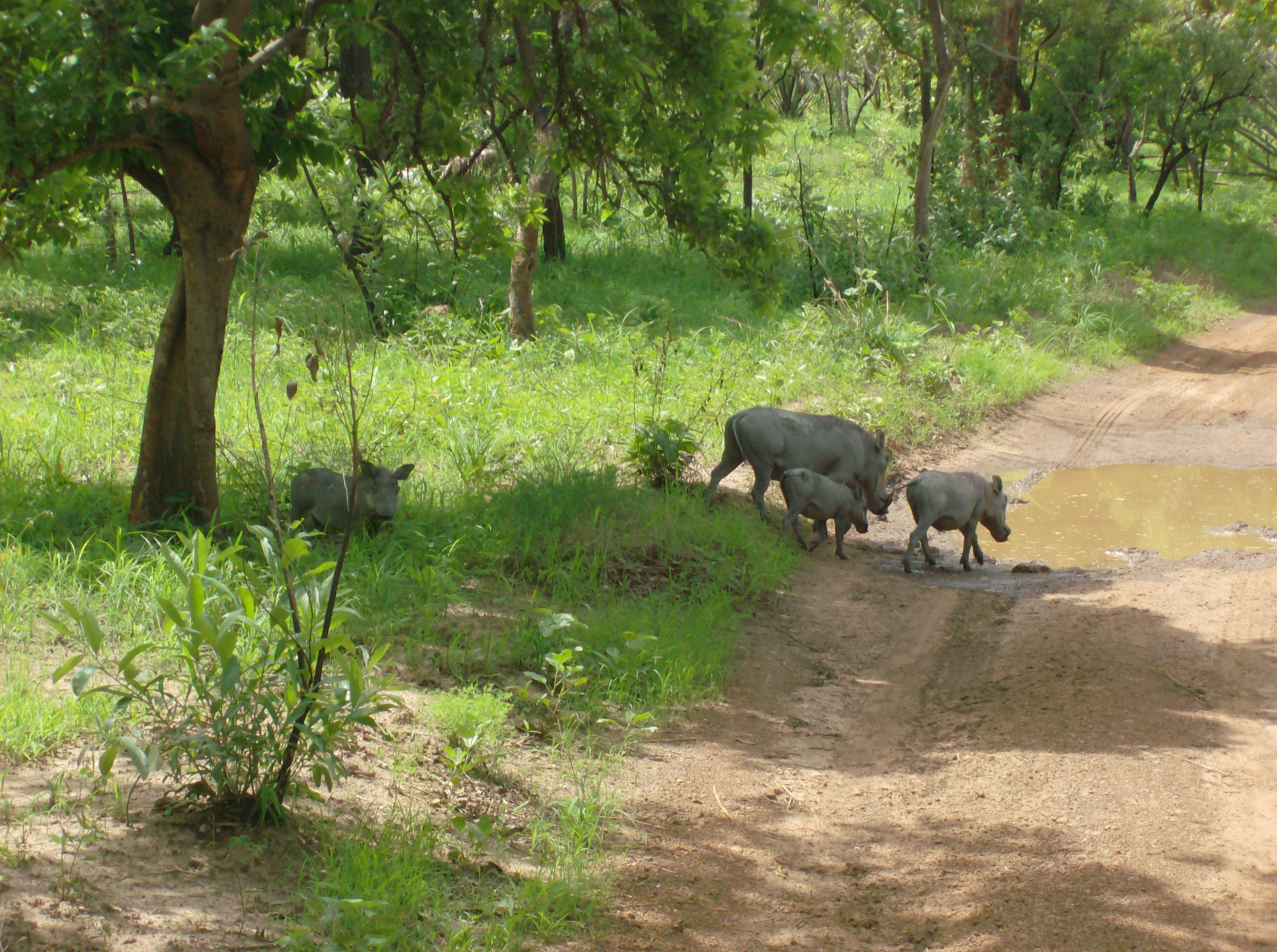
Facoceros en el parque nacional Niokolo-Koba.

En Senegal, según la IUCN, había, en 2024, 138 áreas protegidas con una superficie terrestre de 51.349 km², el 26,32% de un total de 195.078 km2 y 3502 km² de zonas marinas, el 2,2% de los 159.040 km2 que pertenecen al país. De este conjunto, 6 son parques nacionales, 5 son reservas naturales, 1 es un bosque clasificado (Samba Dia), 79 son reservas forestales, 1 es una reserva de aves (Kalissaye), 12 son áreas marinas protegidas, 1 es una reserva natural urbana, 2 son reservas naturales comunitarias y 17 son zonas sin una clasificación específica. Además, hay 4 reservas de la biosfera de la Unesco (delta del Salum, Bosque clasificado de Samba Dia, parque nacional Niokolo-Koba y delta del río Senegal), 2 patrimonios de la Humanidad (parque nacional Niokolo-Koba y parque nacional de las Aves del Djoudj) y 8 sitios Ramsar de importancia internacional.

## Parques nacionales
- Parque nacional de las Aves del Djoudj, ubicada en el norte de Senegal, considerada como la tercera reserva ornitológica del mundo se extiende en una superficie de 16.000 hectáreas y dispone de un plan de agua permanente que atrae más de 400 especies de pájaros.

- Parque nacional de la Baja Casamanza, 50 km², extremo sur del país, muy cerca de Guinea-Bisáu. Doscientas especies de aves y numerosos mamíferos: búfalos, leopardos, gálago enano, colobo rojo occidental, bosque guineano y sabana.[4]

- Parque nacional Niokolo-Koba, 9.130 km², en el interior de Casamanza, región de Tambacounda, patrimonio de la Humanidad y reserva de la biosfera. Forma parte de un proyecto llamado Complejo ecológico Niokolo-Badiar uniéndose con el Parque nacional de Badiar (380 km²), al norte de Guinea. Está atravesado por el río Gambia y sus dos afluentes, el río Koulountou y el río Niokolo Koba, que da nombre al parque. Llano, con cima en el monte Assirik, de 311 m. Sabana arbolada y bosque abierto con especies raras como Ceiba pentandra var. guineensis, Cassia sieberiana y Combretum micranthum.

- Parque nacional de las islas de la Madeleine, 0,45 km², al oeste de Dakar, deshabitadas. En la mayor, Sarpan, se han encontrado herramientas de la Edad de Piedra. Alberga un baobab enano muy característico y es zona de nidificación del raro rabijunco etéreo[5]

- Parque nacional del Delta del Salum, 600 km², patrimonio de la Humanidad desde 2011 y sitio Ramsar desde 1984 como parte de una zona protegida de 1.800 km², la tercera parte acuática, con 170 km² de manglares y 80 km² de bosque. Se encuentra en una ruta de emigración de aves conocida como Ruta del Atlántico Oriental, usada por 90 millones de aves al año. En Salum anidan charranes reales, flamencos comunes, espátulas comunes, correlimos zarapitines, vuelvepiedras comunes y correloimos chicos.[6]

- Parque nacional de la Langue de Barbarie, 20 km², entre el río Senegal y el océano Atlántico, en el noroeste, una larga barra de arena de unos 30 km de longitud de norte a sur desde la frontera de Mauritania hasta Saint Louis de los que 15 km son parque nacional. Aves acuáticas: flamencos comunes, pelícanos, cormoranes, garzas, etc.[7]

## Reservas de la biosfera de la Unesco
- Delta del Salum, 1800 km2.[8]

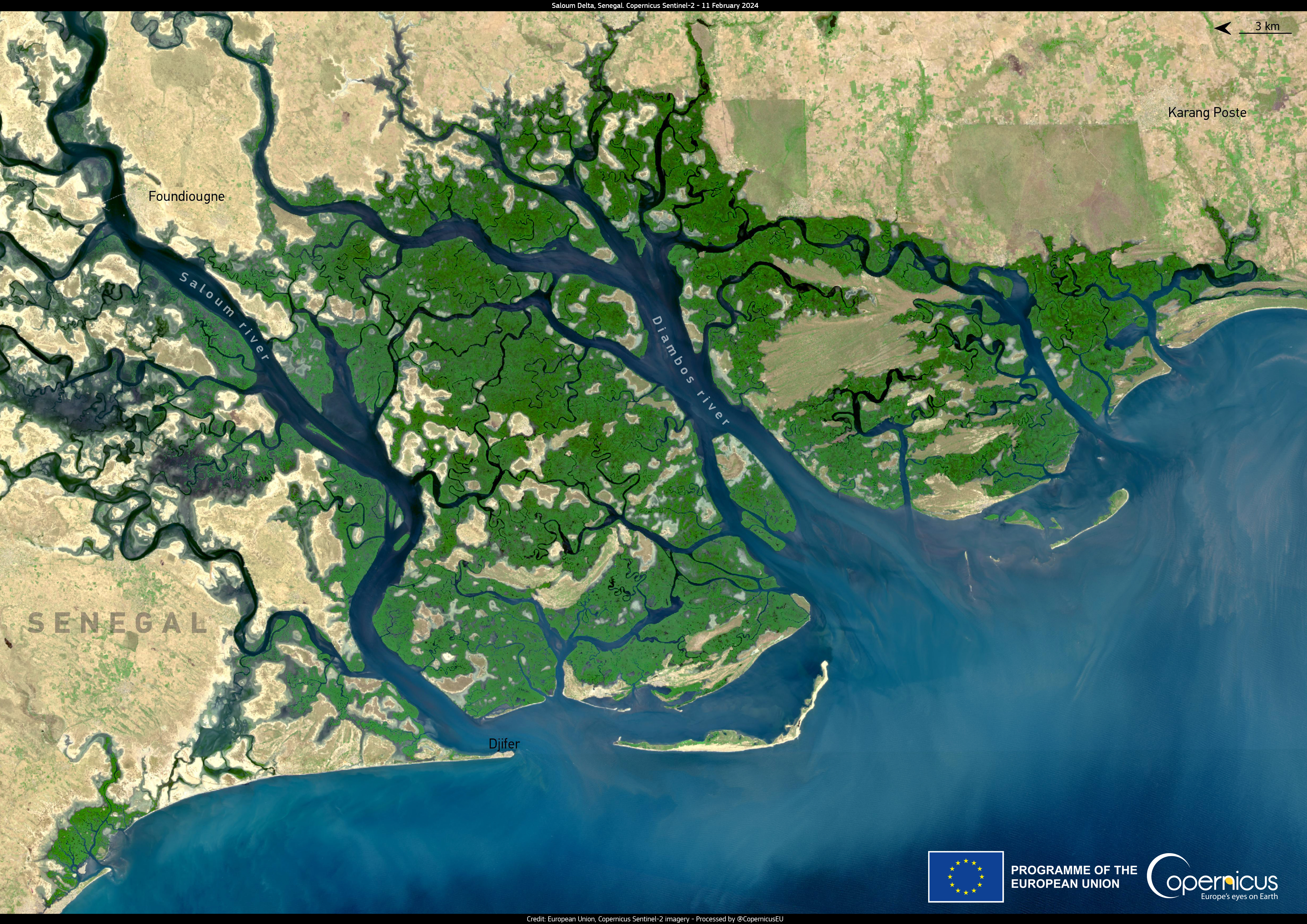
Delta del Salum en Senegal

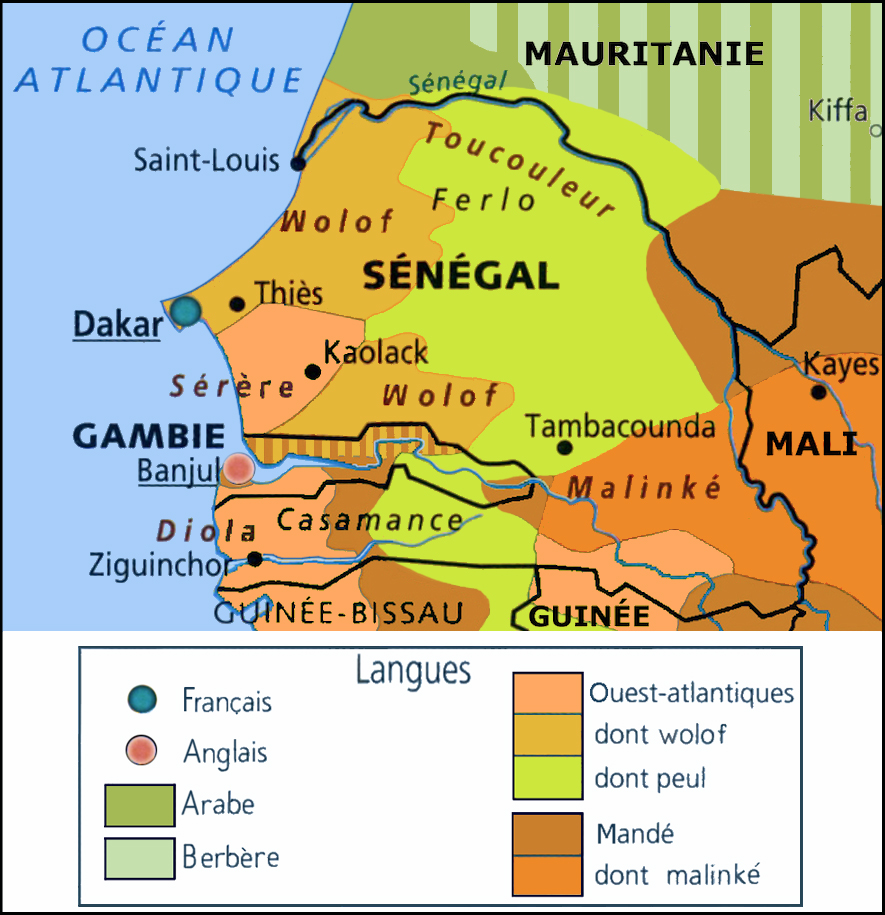
Ferlo en un mapa de lenguas de Senegal

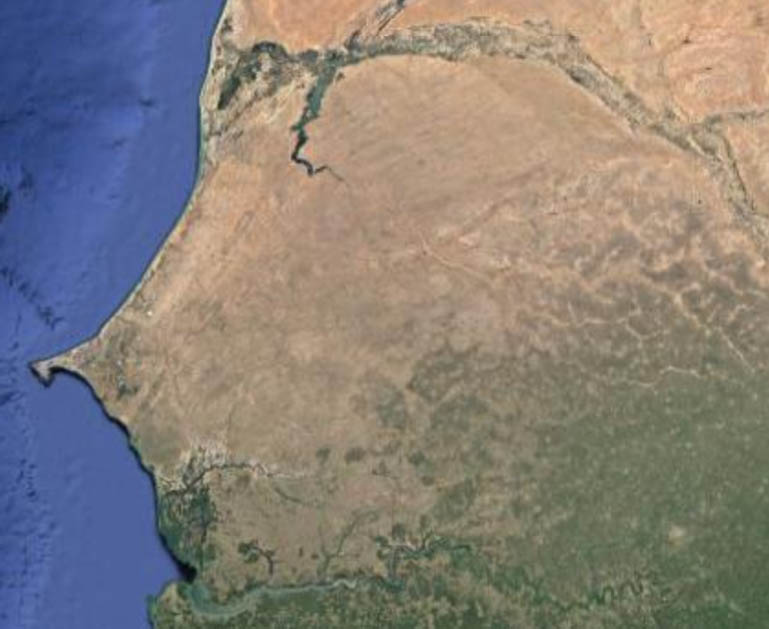
Desierto de Ferlo

- Parque nacional de Niokolo-Koba, 9130 km2.[9]

- Bosque clasificado de Samba Dia, 367 km2, desde 1979. En la costa atlántica, en un ecosistema de sabana arbolada de África occidental y sabana sudanesa occidental. La llanura solo tiene de 5 a 10 m de altura sobre el mar y y contiene uno de los mejores remanentes de la una vez amplia comunidad de la palmera de abanico africana Borassus aethiopum, acompañada de Acacia seyal, Combretum glutinosum y Anogeissus leiocarpus (bambara). Viven una 17400 personas en la zona que practican la agricultura, la ganadería y la recogida de recursos fotestales.[10]

- Reserva de la biosfera del delta del río Senegal, 1869 km2, desde 2005. incluye el Parque nacional de las Aves del Djoudj, de 160 km2, que es también patrimonio de la humanidad y sitio Ramsar, el Parque nacional de Diawling, que se encuentra en el sudoeste de Mauritania y la Reserva de Chat Tboul, también en Mauritania y sitio Ramsar. Se añade como zona colchón el bosque de Gandón, en Senegal, que es Reserva natural comunitaria. En el delta dominan los cultivos de arroz y de caña de azúcar, con aprovechamiento ganadero, de pesca y de recogida de recursos naturales. En la reserva viven unas 350.000 personas de tres etnias: wolof, norteafricanos y fulani. Como lugar de interés y patrimonio de la humanidad se encuentra la ciudad de Saint-Louis.[11] En realidad, todas forman parte de la Reserva de la Biosfera Transfronteriza entre Mauritania y Senegal, de 6418 km2, creada en 2005. que cubre 4 sitios Ramsar y 2 patrimonios de la humanidad añadiendo la Reserva especial de fauna de Guembeul (7,2 km²), el Parque nacional de la Langue de Barbarie (20 km²), el estuario del río Senegal y el casco urbano de Saint Louis.[12]

- Reserva de la biosfera de Ferlo, 20.582 km2, desde 2012, en el desierto de Ferlo. No aparece en la IUCN como reserva de la biosfera, sino como dos reservas naturales, la de Ferlo Sur (6337 km2), y la de  Ferlo Norte (6000 km2), más varias zonas protegidas no catalogadas hasta alcanzar los 20.600 km2 de la reserva de la biosfera, que comprende una meseta de baja altitud y una llanura aluvial donde se unen varios cauces temporales que dan lugar al valle de Ferlo. Es parte de la cuenca Senegal-Mauritania, en el norte de Senegal. La zona norte tiene clima tropical-saheliano, con 300 mm anuales, y la sur, más húmeda, tiene clima sudano-saheliano, con 600 mm. No supera los 50 m de altitud excepto por algunas dunas, que cubren con escaso espesor un suelo de arcilla y arenisca. La fauna posee especies tan emblemáticas como la gacela de frente roja, el chacal común, la hiena manchada, el oryx, las gacelas dorcas, la gallina de Guinea, el avestruz del Sahara, etc. La vegetación es muy diversa en tan gran extensión, con sabana, bosques de galería en los cauces con matorrales y herbáceas, estepas arbustivas, pozas y pastos. Hay unas 60.000 personas en la zona, de las etnias fulani, wolof y norteafricanos. Los fulani o peul son el grueso de la población, la mayoría de los cuales son pastores que producen leche en invierno, actividad seguida de la agricultura de subsistencia.[13][14]

## Patrimonio de la humanidad

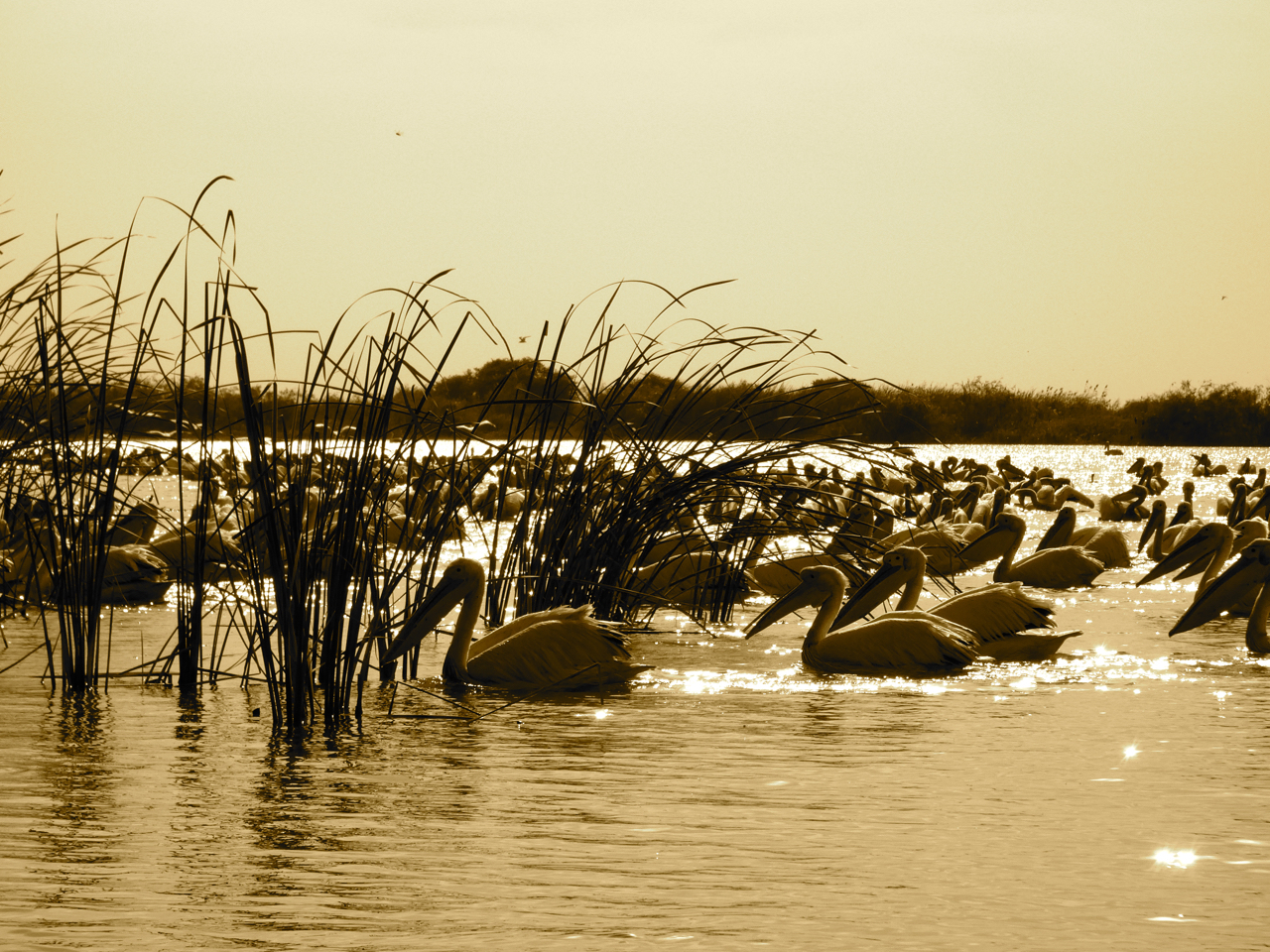
Pelícanos en el Parque nacional de Djoudj

- Santuario nacional de aves de Djoudj. Coincide con el Parque nacional de las Aves del Djoudj, que es a su vez sitio Ramsar con la misma extensión de 160 km2. Sin embargo, también es un IBA, área de importancia para las aves por BirdLife International, con una extensión de 560 km2. El parque nacional sería el área núcleo en la isla del delta del río Senegal, en la frontera con Mauritania, en el noroeste del país, contigua al Parque nacional de Diawling. A 60 km al nordeste de la ciudad de Saint Louis y unos 20 km al noroeste de la cuenca de Ndiaël, que es otro sitio Ramsar e IBA de 1400 km2,[15] incluyendo los llamados Trois Marigots.[16] El conjunto de Djoudl es un extenso complejo de lagos salados estacionales sobre suelos salinos impermeables que albergan más de 200.000 aves cada año en enero.[17] Unesco habla de 1,5 millones de aves migratorias para el patrimonio de la humanidad de Djoudj, en referencia al delta del río Senegal.[18]

- Parque nacional de Niokolo-Koba, 9130 km2, en Senegal Oriental y Alta Casamanza. En las riberas del río Gambia, bosques de galería y sabana con una rica fauna entre la que destaca el eland gigante, el mayor de los antílopes, chimpancés, leones, leopardos y una abundante población de elefantes, así como numerosas aves, reptiles y anfibios.[19]

### Sitios Ramsar de Senegal

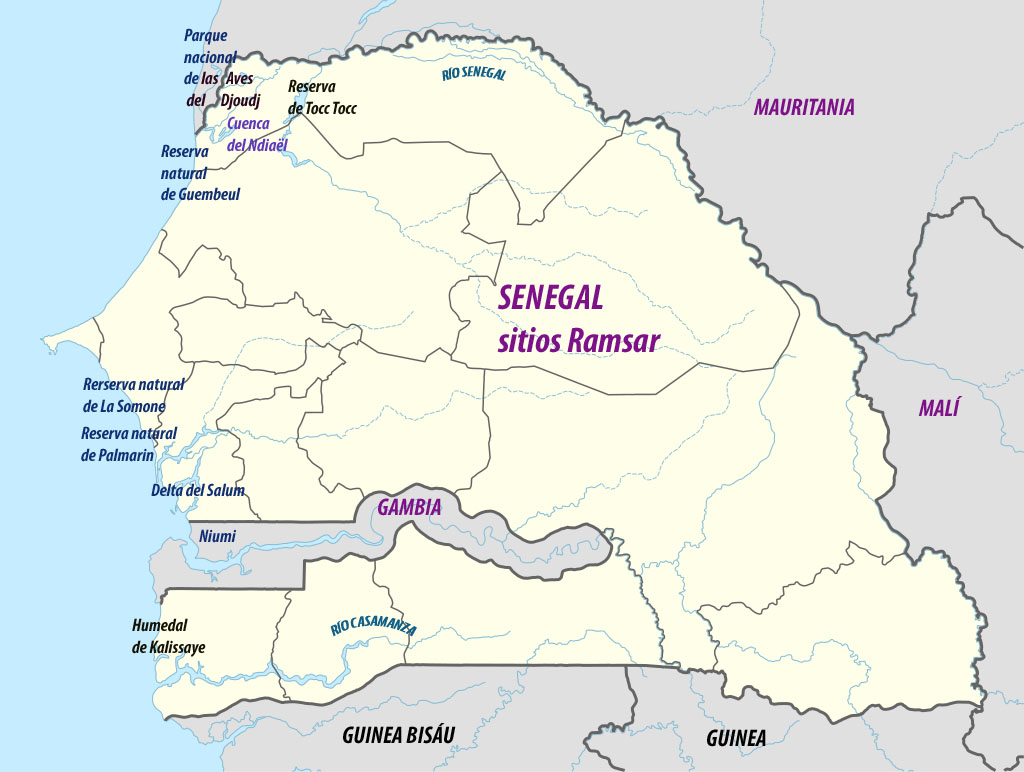
Sitios Ramsar de Senegal

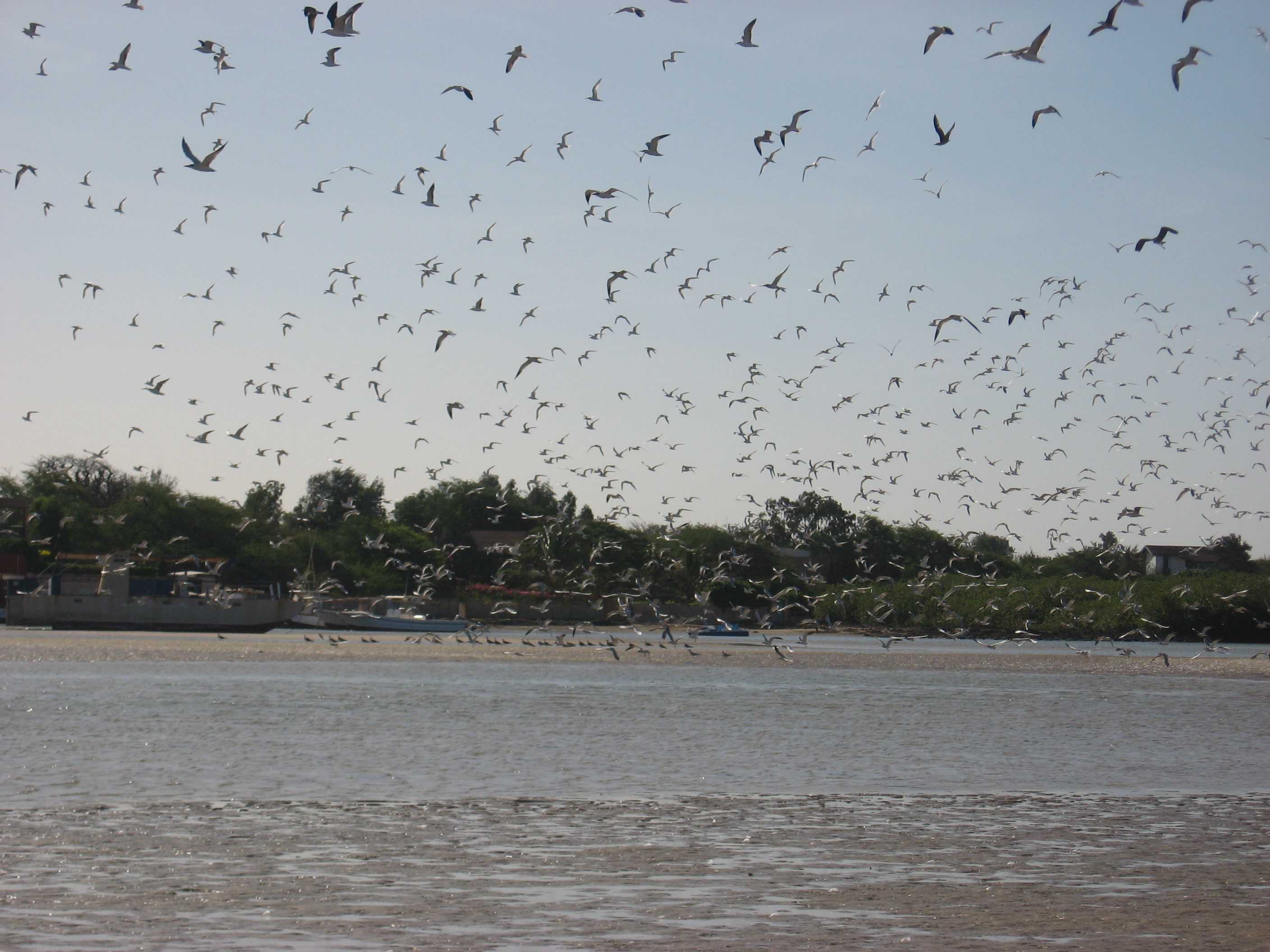
Laguna de la Somone, sitio Ramsar núm 2327

- Reserva natural de Guembeul, 7,2 km². Posee un lago de 200 hectáreas clasificado como sitio Ramsar desde 1986. Una cerca de 12 km cierra la reserva, lo que ha favorecido la regeneración del bosque de acacias, donde hay tortugas de espolones africanas, una de las mayores del mundo, oryx, facoceros, zorros pálidos, monos patas, etc, y entre las aves flamencos, agujas colinegras, espátulas, gaviotas picofinas y correlimos chicos. Es el sitio de anidamiento más grande de Senegal de avocetas comunes.[20]

- Reserva especial de fauna de Ndiaël, 139 km². Fue retirada temporalmente de los sitios Ramsar debido a la falta de agua causada por las obras del embalse de Diama y el regadío. Está junto a la reserva de caza de Trois Marigots, entre el océano Atlántico y Mauritania, en el delta del río Senegal.[21] Forma parte de la Reserva de la biosfera transfronteriza del delta del río Senegal, clasificada como reserva de biodiversidad desde 1965. La vegetación está dominada por las acacias. Es de especial importancia para aves como el corredor etiópico, la garcilla cangrejera, la grulla coronada cuellinegra y el ganso del Nilo. También hay mamíferos como el chacal, el mono patas, el facóquero oriental, la hiena manchada, la mangosta negra y reptiles como la pitón de Seba.[22]

- Reserva natural de la Somone, 7 km², humedal al sur de Dakar y al norte de M'Bour. Zona aislada de manglares (Avicennia, manglar rojo y mangle botón. Entre las aves, halcón peregrino, gaviota picofina, cormorán africano, pato aguja africano, correlimos, garceta común y costera occidental, gaviota reidora, garza real y garcilla bueyera occidental.[23]

- Humedal de Kalissaye, 300 km², desembocadura del río Kalissaye, bosques en galería, manglares, bolongs y ríos de agua dulce. Cinco especies de tortugas, entre las aves, correlimos menudo, la aguja colinegra, el correlimos tridáctilo, la aguja colipinta, el zarapito real, el zarapito trinador, el correlimos gordo y la garceta grande, y, entre los mamíferos marinos, delfines y manatíes.[24] Una pequeña zona de 16 ha, donde se concentran la mayor parte de tortugas y aves marinas está declarada reserva ornitológica desde 1978, también IBA de interés para las aves.[25]

- Niumi-Salum, 730 km² en Senegal. Convertido en el primer sitio Ramsar transfronterizo del país, formado por el Parque nacional del Delta del Salum, en Senegal y el Parque nacional de Niumi, en Gambia.

- Parque nacional de las Aves del Djoudj, 160 km², en el interior del delta del río Senegal, en una llanura de inundación. La vegetación de sabana está dominada por los tamariscos en un entorno árido cuando no hay inundación. Es uno de los primeros refugios para la migración de las aves después del Sahara; pelícano blanco, garza imperial, espátula africana, garceta grande, cormorán, etc. Em diciembre se reúnen más de 3 millones de aves migratorias de más de 360 especies. Ha sido inscrito, sin embargo, varias veces en Registro de Montreux, humedales de importancia internacional en los que se están produciendo, se han producido o pueden producirse cambios en las características ecológicas como consecuencia del desarrollo tecnológico, la contaminación u otra intervención del ser humano, desde 1993 por infestación de plantas como la lechuga de agua y la grama de agua y actualmente por el exceso de pastoreo, pesca ilegal, arrozales, redes destructivas, etc.[26]

#### Sitios Ramsar y reservas naturales comunitarias
- Reserva natural comunitaria de Palmarin, 104 km², al norte del delta del Salum, en la ensenada, río Ndangane, bolongs y estanques temporales. Flamencos, jabirús africanos, pelícanos oriental y blanco, ibis sagrado, avoceta común y Ardeidae, garzas y garcetas. Varios bosques son considerados lugar sagrado, custodiados por mujeres.[27] Reserva de la Biosfera de la Unesco.[28]

- Reserva natural de Tocc Tocc, 2,73 km², junto al lago de Guiers, en el río Ferlo, poco antes de desembocar en el río Senegal, a la altura de Richard Toll. Numerosas especies de peces, entre ellas Chrysichthys nigrodigitatus, Clarias anguillaris y Tilapia guineensis, tortugas como la tortuga de barro de Adanson y manatíes. Además de sostener la industria pesquera local posee un junco, Cyperus articulatus, utilizado para hacer perfumes.[29]

## Áreas marinas protegidas

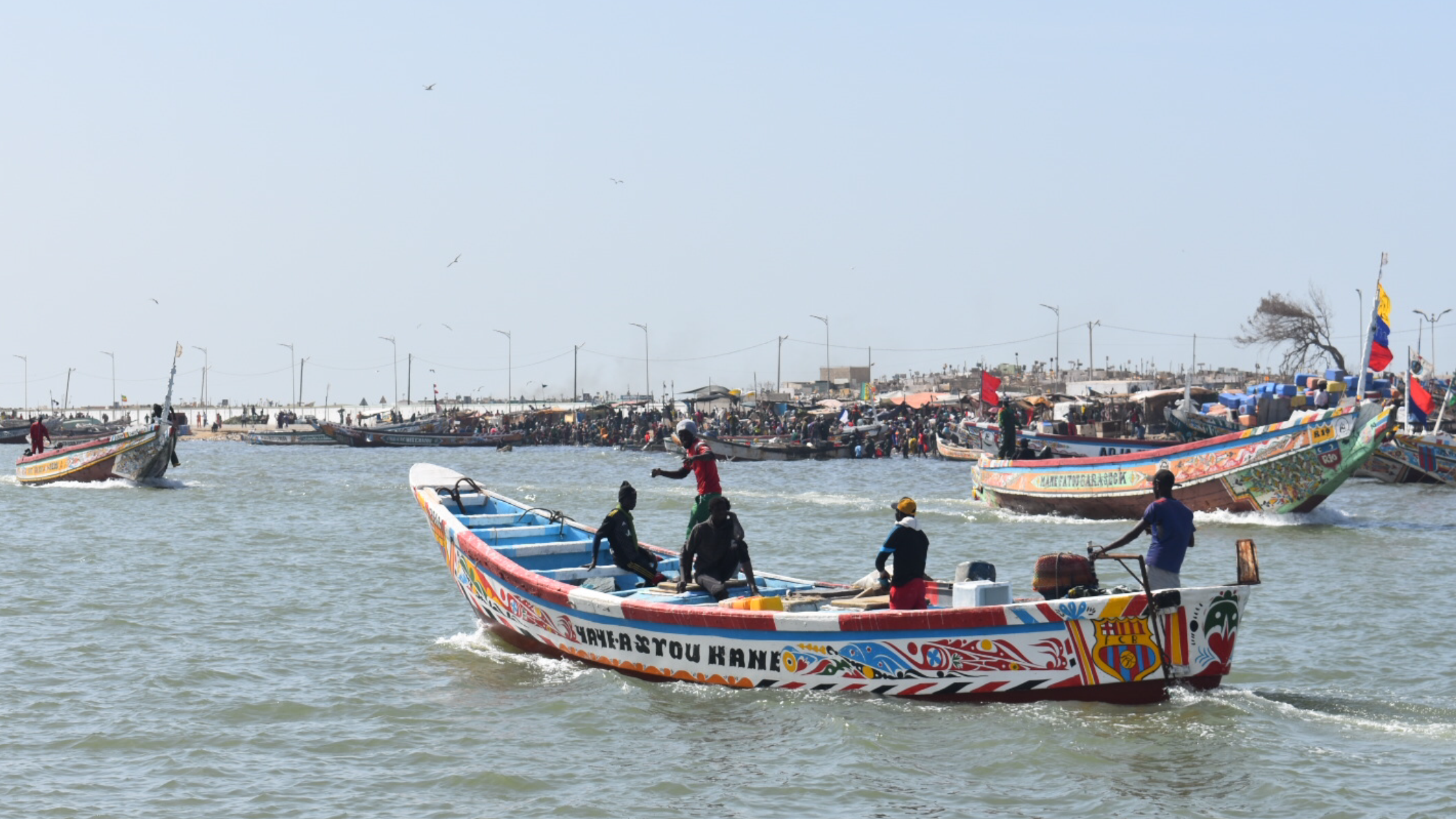
Barcos de pesca frente a la ciudad de Saint Louis

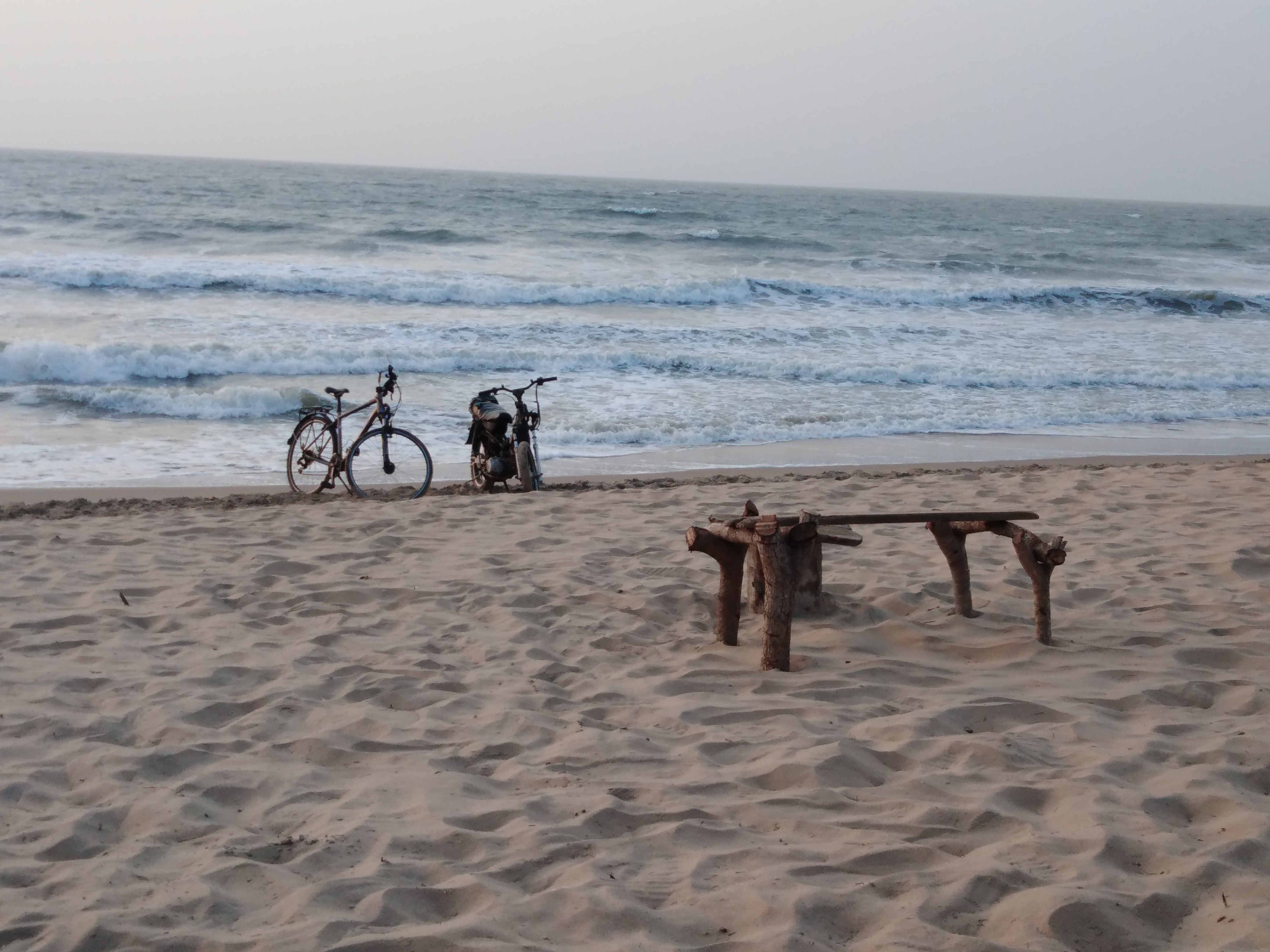
Playa de Abéné

Las áreas marinas protegidas (MPAs) se crean en Senegal para proteger la pesca, que en 2003-2005 se había reducido en un 80 por ciento desde el año 1955 por la sobrepesca. En 2024, los datos indicaban unas capturas de 400.000 toneladas de peces, la cuarta parte de las exportaciones de Senegal y 600.000 puestos de trabajo. La disminución de la pesca obligó al gobierno a crear zonas donde la pesca estuviera prohibida o regulada. En 2005 se crean las cinco primeras zonas protegidas: Abene, Bamboung, Joal-Fadiouth, Kayar y Sant Louis. llamadas de primera generación, para controlar la pesca abusiva y la sobreexplotación de los recursos. En 2014 y 2016, se crean Sangomar, Gandoule, Niamone-Kalounayes y Kassa-Balantacounda, la segunda generación, dirigida a la conservación de la biodiversidad, así como a la degradación marina y los ecosistemas costeros. Y en 2020, Gorée, Somone y Kaalolaal Blouf-Fogny, la tercera generación, centrada en la promoción económica y el desarrollo social de las comunidades locales.

#### Primera generación
- Área marina protegida de Saint Louis, 496 km2, frente a Saint Louis. Creada en 2004, entre la boca del río Senegal y el distrito de Guet-Ndar, entre las longitudes 15°50’N y 15°58'N y las latitudes 16°48’W y 16°31’W. Se han registrado 443 especies marinas y 80 de aves amenazadas de alguna manera. La zona protegida se encuentra frente a la Langue de Barbarie,[32] una franja de tierra que separa el río Senegal del océano Atlántico, entre las isóbatas de 10 y 81 m de profundidad, parte integrante de la plataforma continental de Saint Louis, que alcanza hasta la isóbata de 200 m en casi 30 km de anchura.[33]
- Área marina protegida de Kayar, 171 km2, al norte de Dakar
- Área marina protegida de Joal-Fadiouth, 174 km2, al norte del delta del Salum
- Área marina protegida de Abéné, 119 km2, al sur de la frontera con Gambia
- Área marina protegida de Bamboung, 70 km2, en el delta del Salum

#### Segunda generación
- Área marina protegida de Sangomar, 874,37 km2, frente al delta del Salum. Creada en 2014, se encuentra en la región de Fatick, limitada al norte por el Área marina protegida de Joal-Fadiouth, por el Parque nacional del delta del Salum, al sur, y por la Reserva natural comunitaria de Palmarín, al este. Buena parte pertenece a la Reserva de la biosfera del delta del Salum. Está formada por diversos ecosistemas: manglares, sabana herbácea y pantanos. Alberga aves migratorias, más de 60 especies de peces identificadas. tortugas verdes, cocodrilos y mamíferos como delfines del género Sousa y manatíes. Entre las plantas acuáticas destacan Zostera noltii, Cymodocea nodosa y Halodule wrightii.[34]
- Área marina protegida de Gandoule, 157,32 km2, en el delta del Salum
- Área marina protegida de Niamone-Kalounayes, 660 km2, en el río Casamanza
- Área marina protegida de Kassa-Balantacounda, 232 km2, donde se unen el río Casamanza y el Sungrugru

#### Tercera generación
- Área marina protegida de Gorée, 525 km2, junto a Dakar, al sur, en torno a la isla volcánica de Gorée, en la costa sur de la península de Cabo Verde. En este entorno, la flora y la fauna marina están amenazadas por las redes de pesca no reguladas, los explosivos y la contaminación causada por la purga de los barcos. La tranquilidad de las tortugas es relativa. En la isla de 17 ha y patrimonio de la humanidad hay palmeras, baobabs, ceiba amarilla, buganvillas e hibiscus.[35]
- Área marina protegida de Somone, 41 km2, al sur de Dakar. Incluye los 7 km2 de la Reserva natural de Somone, formada por manglares, y 33 km2 de área marina. Se prohibe la caza en los manglares, la tala de mangles, la contaminación de cualquier tipo, se establecen zonas de cría de ostras y una época de veda, se permite fuera del periodo de cría la pesca con caña y con esparavel.[36]
- Área marina protegida de Kaalolaal Blouf-Fogny, 838 km2, al norte del río Casamanza

#### Mangagoulack
A nivel local, las áreas marinas protegidas, que incluyen no solo zonas de mar y fondos marinos sino también costa y manglares, se crean las APAC (Area  of  Indigenous  and Community Heritage Area), con el objetivo de que sean las propias comunidades las que gestionen el uso de los recursos según sus necesidades. Entre ellas, la de Mangagoulack, creada en 2009 en la región del Bajo Casamance o Casamanza, de cultura diola, dominada por los manglares, de seis tipos: Rizophora  mangle (mangle rojo), Rizophora racemosa (mangle rojo también), Rizophora harisonii (mangle caballero), Avicennia  germinans (mangle negro), Laguncularia  racemosa (mangle blanco) y Conocarpus erectus (mangle gris), con un área de 69,27 km2. En estas zonas se prohíbe la pesca motorizada, solo con canoas.